# Monohelea avicularis
Monohelea avicularis är en tvåvingeart som beskrevs av Remm 1993. Monohelea avicularis ingår i släktet Monohelea och familjen svidknott.
Artens utbredningsområde är Azerbajdzjan. Inga underarter finns listade i Catalogue of Life.